# 高體宗谷鱂
高體宗谷鱂，為輻鰭魚綱鯉齒目鯉齒亞目谷鱂科的其中一種，為熱帶淡水魚，被IUCN列為極危保育類動物，分布於中美洲墨西哥淡水流域，體長可達6公分，棲息在底中層水域，生活習性不明，可做為觀賞魚。